# Federazione degli studenti
La Federazione degli studenti (FdS) è un'associazione studentesca italiana, presente in diverse regioni italiane.
L'organizzazione ha come valori cardine l'uguaglianza, la libertà, la democrazia, la laicità, la solidarietà e l'antifascismo.
Si è caratterizzata maggiormente per l'attività politica più che per quella sindacale, crede fortemente nella discussione con i partiti, i sindacati e le istituzioni per portare avanti le proprie proposte. Siede nel Forum nazionale delle associazioni studentesche.
La FdS in passato legava il proprio lavoro a quello delle Rete universitaria nazionale, associazione sorella che operava nell'ambito universitario.

## Storia

### Anno scolastico 2009/2010
Il 13 dicembre 2009 a Roma nasce la Federazione degli studenti, un'associazione studentesca democratica, laica, apartitica e antifascista, legata all'ambiente del Partito Democratico (Italia) e della sua organizzazione giovanile Giovani Democratici. L'associazione nasce come conseguenza dei conflitti all'interno della dirigenza della Rete degli studenti medi, dovute a visioni divergenti sulle proposte e sul dialogo possibile con le forze politiche e le istituzioni All'assemblea fondativa partecipano studenti provenienti da diverse regioni d'Italia, viene eletto portavoce nazionale Marco Grandinetti per acclamazione.
Dal 2010 in avanti la FdS accresce la sua presenza sul territorio nazionale, costruisce nuove strutture federali e amplia la platea della direzione nazionale.

### Anno scolastico 2010/2011
Nell'estate del 2010 viene organizzato il primo campeggio nazionale dell'associazione intitolato  "IDEA"  a Torre del Lago Puccini (LU) in Toscana. Centinaia di studenti hanno discusso e collaborato in decine di gruppi di lavoro tematici, organizzando la proposta politica per le mobilitazioni dell'autunno e confrontandosi con molte personalità del mondo della scuola: l'ex ministro della pubblica istruzione Luigi Berlinguer, Francesca Puglisi responsabile scuola PD nella segreteria Bersani, Domenico Pantaleo segretario nazionale della FLC CGIL. Il portavoce Marco Grandinetti, insieme al suo esecutivo nazionale, inizia la preparazione dei territori a livello strutturale e politico in vista delle mobilitazioni dell'autunno 2010 il cui primo slogan  "Partigiani della conoscenza, costruttori di libertà"  si presenta in tante importanti piazze italiane. Nello stesso anno la componente studentesca proveniente da Sinistra Universitaria si scinde dall'Unione degli universitari (UDU) e organizza la Rete universitaria nazionale (RUN) che diventa l'associazione universitaria di riferimento della FdS.

### Anno scolastico 2011/2012
Il 3 e il 4 settembre 2011 a Torino si tiene il primo congresso nazionale della Federazione degli Studenti in cui Dario Costantino viene eletto come successore di Marco Grandinetti nel ruolo di coordinatore nazionale. L'organizzazione dell'associazione a questo punto raggiunge la maturità e la presenza territoriale sufficienti per poter rivendicare un ruolo da protagonista nel panorama associativo italiano. L'autunno del 2011 si presenta nelle piazze con lo slogan "Voi il buio del presente, noi la luce del futuro", rimarcando la propria volontà di essere presenti in ogni luogo di conflitto sociale, dalla parte degli studenti più deboli, in prima linea a denunciare le ingiustizie e le terribili conseguenze della riforma Gelmini nelle scuole italiane. Partecipa insieme al cartello "9 Aprile - Il nostro tempo è adesso" alla mobilitazione internazionale del 15 Ottobre contro la politica di austerity europea e gli abusi della finanza.
È nel corso della primavera del 2011 che le realtà accreditate al Forum delle associazioni riescono per la prima volta a partecipare formalmente ai lavori del Consiglio nazionale dei presidenti di Consulta (CNPC).

### Anno scolastico 2012/2013
Nel 2012 con l'aggravarsi delle crisi economica e di fronte all'incapacità di risposta del Governo Monti, la FdS decide di aprirsi al dialogo con altre forze progressiste in Europa al fine di organizzare una risposta contro le politiche di austerity a livello europeo. Nasceva così la piattaforma politica Rise up, supportata dai principali movimenti giovanili democratici e socialisti d'Europa, con precise rivendicazioni dirette al Consiglio europeo e al Parlamento europeo. Equità, giustizia sociale e diritto allo studio in Italia e in Europa furono le parole chiave nelle piazze colorate dalle bandiere rosse della Federazione.
Inizia un periodo di grande riflessione ed elaborazione per FdS che si concretizza nell'organizzazione di tre "macro" assemblee dal nome Khorakhané: a Napoli per gli studenti del meridione, a Firenze per gli studenti del centro e Milano per gli studenti del nord, con l'obiettivo di riflettere intorno all'idea di autoriforma della scuola. Dal 2008 in poi la sconfitta politica del movimento studentesco denominato "Onda" dimostrò la sordità delle istituzioni nei confronti delle esigenze del mondo della scuola e allo stesso tempo spinse le associazioni a cercare argomenti alternativi per poter migliorare le condizioni degli studenti. Fu così che in quelle giornate di Formazione prende forma l'idea dell'autoriforma della scuola a partire da ogni singolo istituto sul proprio territorio.
Quest'anno il CNPC si svolge a L'Aquila, in omaggio e a sostegno della città terremotata. In quella sede, dopo lungo tempo, le associazioni studentesche di sinistra ottengono una maggioranza schiacciante nelle commissioni tematiche e nell'assemblea plenaria, eleggendo coordinatore dell'assemblea Daniele Valli (allora coordinatore FdS Monza).
È Anquillara Sabazia ad ospitare il campeggio estivo dell'associazione, che ospita circa cinquecento ragazze e ragazzi da tutta Italia. Nel corso delle giornate si sono svolti incontri con il CeSPI (centro studi politica internazionale) e l'Enea (Agenzia nazionale per le nuove tecnologie, l'energia e lo sviluppo sostenibile) sulle questioni legate all'alimentazione, l'energia, la mondialità e l'accesso ai saperi. Durante gli incontri la Run svolgeva il suo primo congresso nazionale, eleggendo Rebecca Ghio coordinatrice nazionale al posto di Federico Nastasi.

### Anno scolastico 2013/2014
L'idea di autoriformare la scuola diventa nell'autunno 2013 nucleo della campagna "fuoriclasse", una campagna social e interattiva: delle infografiche con spunti su possibili modalità di organizzazione della didattica, del rapporto con il territorio e le istituzioni lasciano lo spazio alle opinioni e alla condivisione di buone pratiche già applicate da parte degli studenti di tutta Italia.
Un altro risultato del 2013 è la collaborazione con i Giovani Democratici su alcune linee programmatiche riguardo alla scuola presentate in campagna elettorale per le ultime elezioni politiche dei 24/25 febbraio 2013. Una piccola pattuglia di Giovani Democratici alla Camera dei deputati, poco dopo l'insediamento del Governo Letta, ha presentato una proposta di legge nazionale sul diritto allo studio, frutto dell'elaborazione di tutte le associazioni studentesche che la depositarono al Forum delle associazioni al MIUR.
Durante le mobilitazioni dell'autunno del 2013 la fds ha dovuto interpretare un ruolo molto delicato nella gestione delle piazze: da una parte l'aggravarsi della crisi, l'aumento del tasso di abbandono scolastico e di disoccupazione giovanile, dall'altro la necessità di tenere aperto un fronte per il dialogo con le istituzioni, in un contesto dove il diritto allo studio e l'accesso ai sapere sono stati ridimensionati al ribasso. La capacità di condurre battaglie politiche che rivendichino le tematiche anti-austerity fuggendo le derive populistiche e antieruopeiste è la vera sfida di tutte le organizzazioni di sinistra alla fine del 2013 e la Federazione nell'ultima parte dell'anno ha tentato di analizzare e comprendere, denunciando le derive "fascistoidi" delle proteste italiane, e organizzando una risposta alle rivendicazioni legittime.

### Covid-19 e Congresso 2021
In un periodo di generale crisi del sindacalismo studentesco italiano, la Federazione degli Studenti è riuscita ad elaborare una propria fase di proposta politica e di rigenerazione interna durante la fase pandemica (a differenza di quanto avvenuto per altre realtà associative italiane dove, invece, la crisi da Covid 19 è stata avvertita come fortemente limitativa). Questa fase di rinascita della Federazione ha portato ad una maggiore affermazione della Federazione all'interno del Forum delle Associazioni Studente e all'apertura di diversi nuovi circoli territoriali aprendo una nuova fase politica dell'associazione. 
Nel novembre 2021, si è riunito il IV Congresso Nazionale che ha segnato il passaggio tra la segreteria di Lorenzo Tinagli e quella di Marco Greco.

## Struttura organizzativa
Sono organi dell'associazione: l'assemblea nazionale, la direzione nazionale, i coordinamenti provinciali, i coordinatori regionali, l'esecutivo nazionale e il coordinatore nazionale.

### L'assemblea nazionale
L'assemblea nazionale è il massimo organo deliberante della Federazione degli studenti, le sue decisioni impegnano tutti gli aderenti. L'assemblea nazionale definisce l'agenda delle attività ed elegge il Coordinatore Nazionale. Fanno parte dell'assemblea nazionale i delegati, ciascuno con il diritto ad un voto, individuati secondo quanto stabilito da apposito regolamento.

### La direzione nazionale (abrogata dal 2021)
La direzione nazionale è il massimo organismo di indirizzo politico dell'associazione, il luogo di confronto, elaborazione e sintesi di tutti gli aderenti. La direzione nazionale è composta da un delegato con diritto di voto per ogni coordinamento provinciale. Hanno diritto di voto alla direzione nazionale, oltre ai delegati dei coordinamenti provinciali, anche i coordinatori regionali, ove presenti, ed il coordinatore nazionale. La direzione nazionale è aperta a tutti gli aderenti della Federazione degli studenti, con diritto di parola ma non di voto.

### Il coordinamento provinciale
Ogni provincia in cui è presente un gruppo della FDS, previa approvazione della direzione nazionale, costituisce un coordinamento provinciale.

### Il coordinamento regionale
Le direzioni regionali ed i relativi coordinatori regionali assolvono all'importante necessità di fare sinergia tra i coordinamenti provinciali e di facilitare le comunicazioni nazionali.
Federazione degli studenti è presente nelle seguenti regioni:Lombardia, Toscana, Marche, Puglia, Sicilia

### L'esecutivo nazionale
Ha il compito di svolgere deleghe specifiche assegnate dalla direzione nazionale, su proposta del coordinatore nazionale.

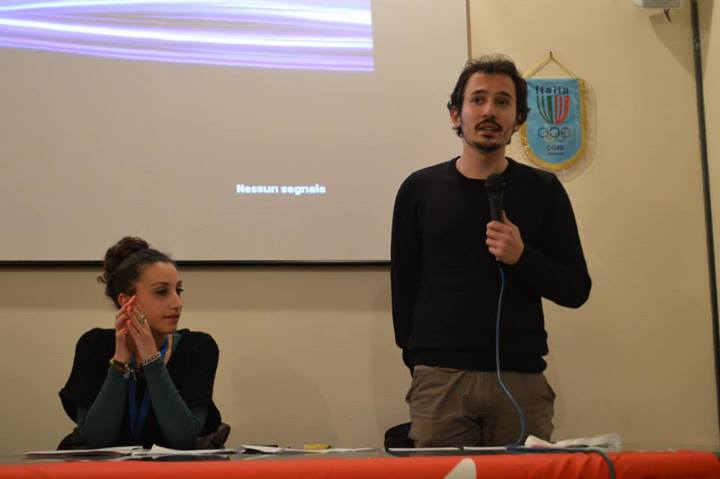
Dario Costantino, portavoce nazionale FdS dal 2011 al 2017

### Il coordinatore nazionale (portavoce)
Il coordinatore nazionale, rappresenta l'associazione, ha potere di firma ed è il responsabile giuridico. È responsabile della gestione delle risorse economiche e della redazione del bilancio ma può delegare questa responsabilità a un terzo previa approvazione della direzione nazionale. Il coordinatore nazionale presiede la direzione nazionale. Può delegare, in accordo con la direzione nazionale, per questo compito e per la gestione di specifici progetti qualsiasi membro dell'associazione.
I coordinatori: 
Marco Grandinetti (2009/2011)
Dario Costantino (2011/21-07-2017)
Lorenzo Tinagli (21-07-2017/24/10/2021)
Marco Greco in carica

## Temi

### Antifascismo
Sia a livello locale che a livello nazionale la FdS porta avanti numerose iniziative in collaborazione con l'ANPI, inoltre si batte contro tutte quelle realtà che rinnegano storia e democrazia rivendicando intolleranze nei confronti di chi è diverso da loro.

### Lotta alla mafia
In molte parti d'Italia la FdS collabora con realtà che fanno della lotta alla mafia e all'omertà punto cardine della propria elaborazione, in particolare con Libera. Associazioni, nomi e numeri contro le mafie.

### Lotta all'omofobia
Svariate sono le collaborazioni e le campagne portate avanti da FdS in collaborazione con ArciGay contro l'omofobia e le discriminazioni a sfondo sessuale.

### Lotta per una scuola democratica
Federazione degli Studenti propone una riforma della didattica che, sul modello nordeuropeo, metta al centro lo studente e le sue aspirazioni. In linea con queste aspirazioni FdS si oppone al modello scolastico meritocratico, visto come strumento per trasformare il diritto alla scuola in "merito" per una parte ristretta degli studenti. FdS ritiene anacronistico parlare di studenti meritevoli all'interno di un modello scolastico come quello italiano che ancora non riconosce la molteplicità delle intelligenze, la possibilità dello studente di scegliere che materie frequentare e con che docente farlo. Per questo motivo FdS si batte contro la somministrazione del test INVALSI, il numero chiuso, il contributo volontario, il finanziamento pubblico alle scuole paritarie tramite voucher, le carenze nell'edilizia scolastica, le classi pollaio e per l'abrogazione della riforma Gelmini.